# Bazar (München)

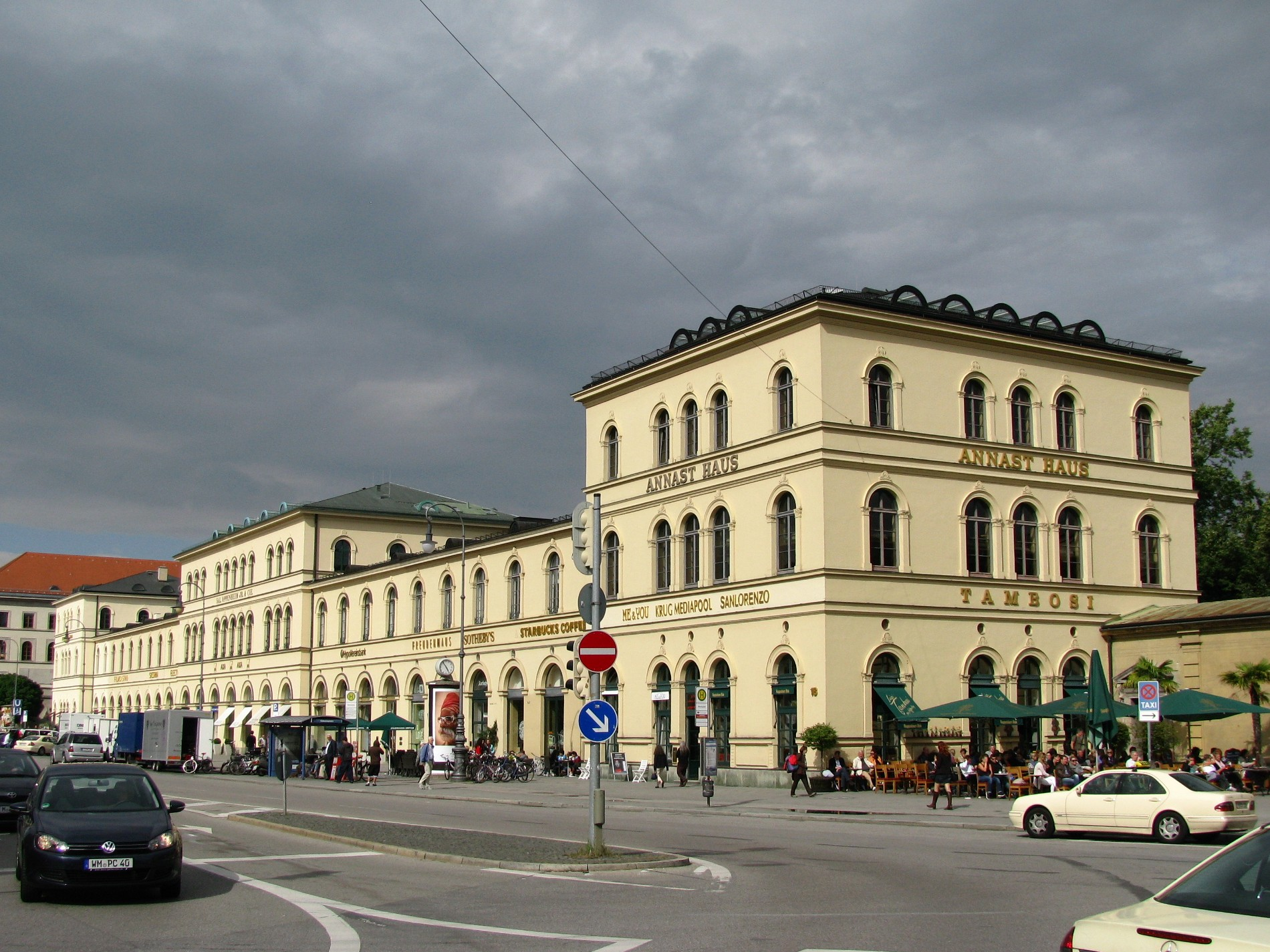
Bazar

Das Bazargebäude ist ein Gebäude mit Läden und Lokalen im Zentrum der bayerischen Landeshauptstadt München.

## Geschichte

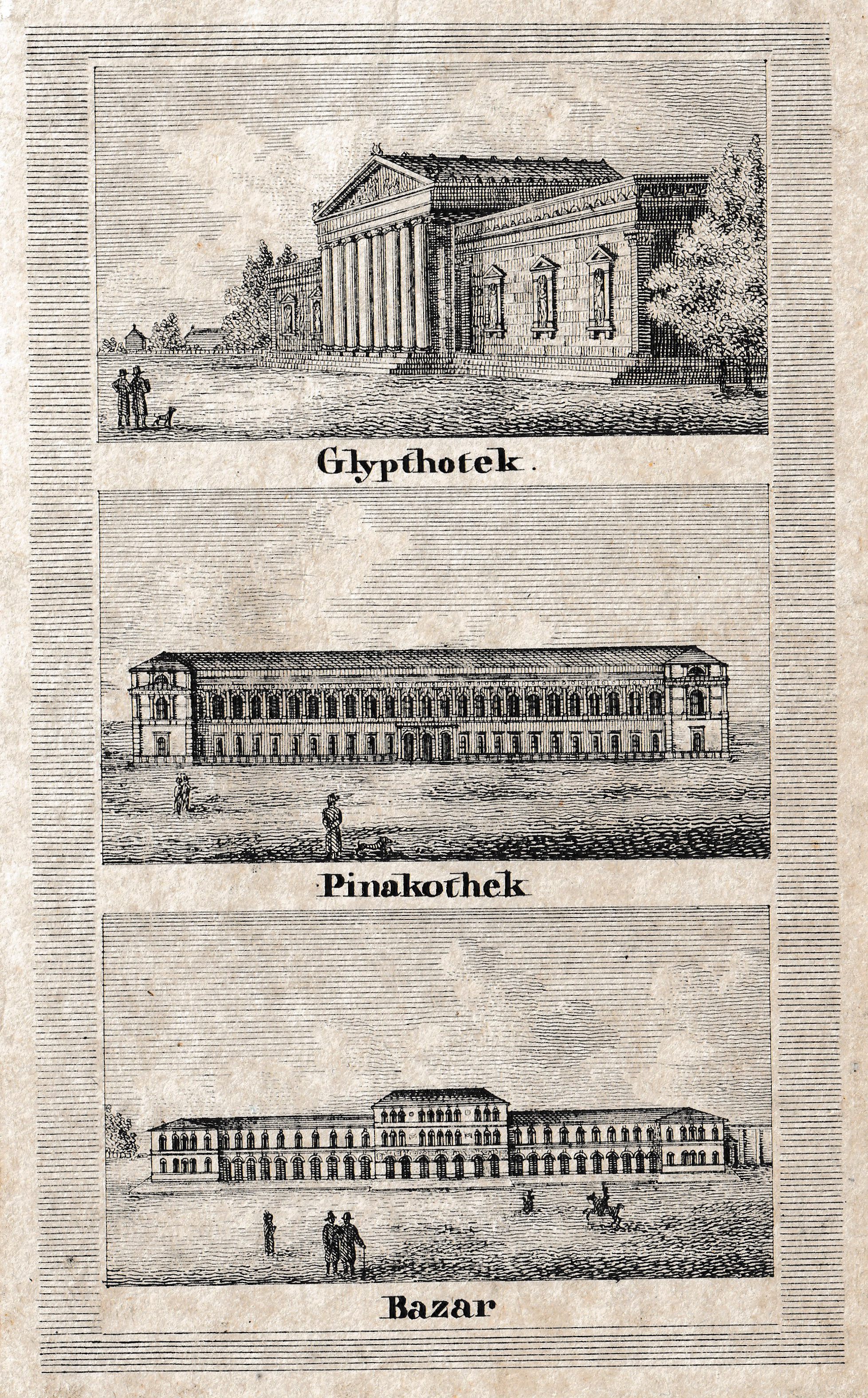
Das Gebäude vor dem Umbau in den 1850ern (unteres Bild)

Das Gebäude wurde 1824 bis 1826 nach Plänen des Architekten Leo von Klenze an der Ostseite des Odeonsplatzes an Stelle der alten Reitschule am Hofgarten errichtet. Es belebte die außerhalb des Stadtkerns neu angelegte Ludwigstraße und schirmt zugleich den Hofgarten von diesem Leben bis heute ab. Finanziert wurde der Bau durch den Bankier Simon Freiherr von Eichthal.
Klenze schuf im klassizistischen Stil einen 175 Meter langen, zweigeschossigen, symmetrischen Bau, der durch einen Mittelpavillon gegliedert wird und nach Norden und Süden je mit einem Eckpavillon abschließt. An der zum Hofgarten gewandten Seite wurden die dort vorhandenen Arkaden in den Bau integriert. Das Bogenmotiv griff Klenze auch auf der Fassade zum Odeonsplatz auf.
Zwischen 1854 und 1856 wurden unter der Aufsicht von Eduard Riedel die beiden Eckpavillons um ein Geschoss erhöht. Nach schweren Zerstörungen durch die Luftangriffe im Zweiten Weltkrieg wurde das Gebäude bis 1956 wieder aufgebaut.
Im Nordpavillon befanden sich bis 1866 die Räume des Kunstverein Münchens. Mit dem Wiederaufbau zog 1951 das Filmcasino, ein Werk des Architekten Paul Stohrer, in den nördlichen Teil des Komplexes. Im Juni 2011 musste das renommierte Filmkunstkino den Betrieb einstellen.
Das im Südpavillon beheimatete Café Tambosi ist Münchens ältestes Caféhaus. Es eröffnete 1775 als Kiosk zum Ausschank von Kaffee, Schokolade und Limonade. Luigi Tambosi, Sohn des Hofkellermeisters am Hof der Wittelsbacher, übernahm das Haus dann 1810. Seitdem trägt es den Namen "Tambosi".